# Nokia Lumia 630
Nokia Lumia 630 – smartfon z serii Lumia produkowany przez fińską firmę Nokia, zaprezentowany w kwietniu 2014 roku podczas konferencji Microsoft Build w San Francisco jako następca modelu Lumia 620. Działa z użyciem systemu operacyjnego Windows Phone 8.1.

## Specyfikacja

### Aparat
W Lumii 630 zastosowano optykę Nokii z matrycą 1/4 cala o rozmiarze 5 megapikseli i przesłonie f/2.4 wspomaganej przez Autofokus. Aparat dysponuje czterokrotnym zbliżeniem cyfrowym. Rozdzielczość wykonywanych zdjęć to 2592 na 1936 pikseli. Filmy nagrywane tym telefonem mają jakość 720p (HD). Aparat nie jest wspomagany doświetlającą diodą LED. Nie posiada także przedniej kamery przeznaczonej do video rozmów.

### Wygląd
Telefon wykonano z poliwęglanu i hartowanego szkła (Gorilla Glass 3), pod którym znajduje się ekran. Nad wyświetlaczem umieszczono głośnik słuchawkowy, a pod nim – główny mikrofon. Lewa krawędź obudowy pozbawiona jest elementów funkcyjnych. Na prawym boku znajdują się klawisz służący do regulacji głośności i przycisk blokady ekranu (włącznik). Na dole obudowy umieszczono port micro USB, a na górnej krawędzi umieszczone zostało gniazdo minijack. Z tyłu telefonu zainstalowano aparat cyfrowy oraz głośnik. Porównując do poprzednich modeli z serii Lumia, spotyka się tutaj manualną zmianę jasności ekranu. Czujnik zbliżeniowy został wycofany, wyświetlacz wygaszany jest poprzez dotknięcie powierzchnią panelu dotykowego ucha bądź policzka. Zrezygnowano z klawisza spustu migawki aparatu, a klawisze fizyczne Home, Szukaj i Cofnij zostały przeniesione na powierzchnię ekranu. Usunięto wsparcie dla korektora dźwięku.
| Dostępne kolory |
|                 |

### Podzespoły
Urządzenie napędza czterordzeniowy Qualcomm Snapdragon 400 taktowany zegarem o częstotliwości 1,2 GHz. Procesor jest wspomagany 512 MB pamięci operacyjnej (RAM). Pamięć dostępna dla użytkownika to około 8 GB oraz bezpłatne 7 GB pamięci w chmurze Microsoft OneDrive. Możliwe jest jej rozszerzenie przez kartę microSD o pojemności do 128 GB. Ekran zastosowany w tym telefonie ma przekątną 4,5 cala. Został wykonany w technologii IPS LCD z wykorzystaniem autorskich funkcji SuperSensitive i ClearBlack. Jego rozdzielczość to 480 na 854 pikseli. Smartfon wyposażono w moduły Bluetooth i Wi-Fi. Model Lumia 635 obsługuje również łączność LTE. Zastosowana bateria litowo-jonowa ma pojemność 1830 mAh.

## Oprogramowanie
Nokia Lumia 630 pracuje pod kontrolą systemu Microsoft Windows Phone 8.1 z dodatkiem Lumia Cyan. Preinstalowane programy to między innymi: Kalkulator, Zegar, Kalendarz, Budzik, Przypomnienia, Spis telefonów, Zadania, Pokój rodzinny, Kącik dziecięcy, OneNote, Sieci społecznościowe w książce telefonicznej, Portfel, Adidas miCoach. Dodatkowo smartfon wyposażono w podstawowe oprogramowanie biurowe – Excel, Word, PowerPoint i Lync oraz nawigację HERE Maps, a także inne aplikacje wykorzystujące połączenie GPS i rozszerzoną rzeczywistość, np. Nokia Miasto w Obiektywie. Dodatek ''Lumia Black'' umożliwia korzystanie z kilku autorskich rozwiązań Nokii – Glance, Camera, Storyteller czy Beamer. Użytkownik może ponadto pobierać aplikacje i gry ze sklepu Nokii bądź Marketplace.

## Warianty
- Nokia Lumia 630 – podstawowy
- Nokia Lumia 630 DualSIM – wyposażony dodatkowo w drugi slot na kartę MicroSIM[4]
- Nokia Lumia 635 – wyposażony dodatkowo w moduł LTE, dostępny w większej liczbie kolorów[5]